# Hagströmerbiblioteket

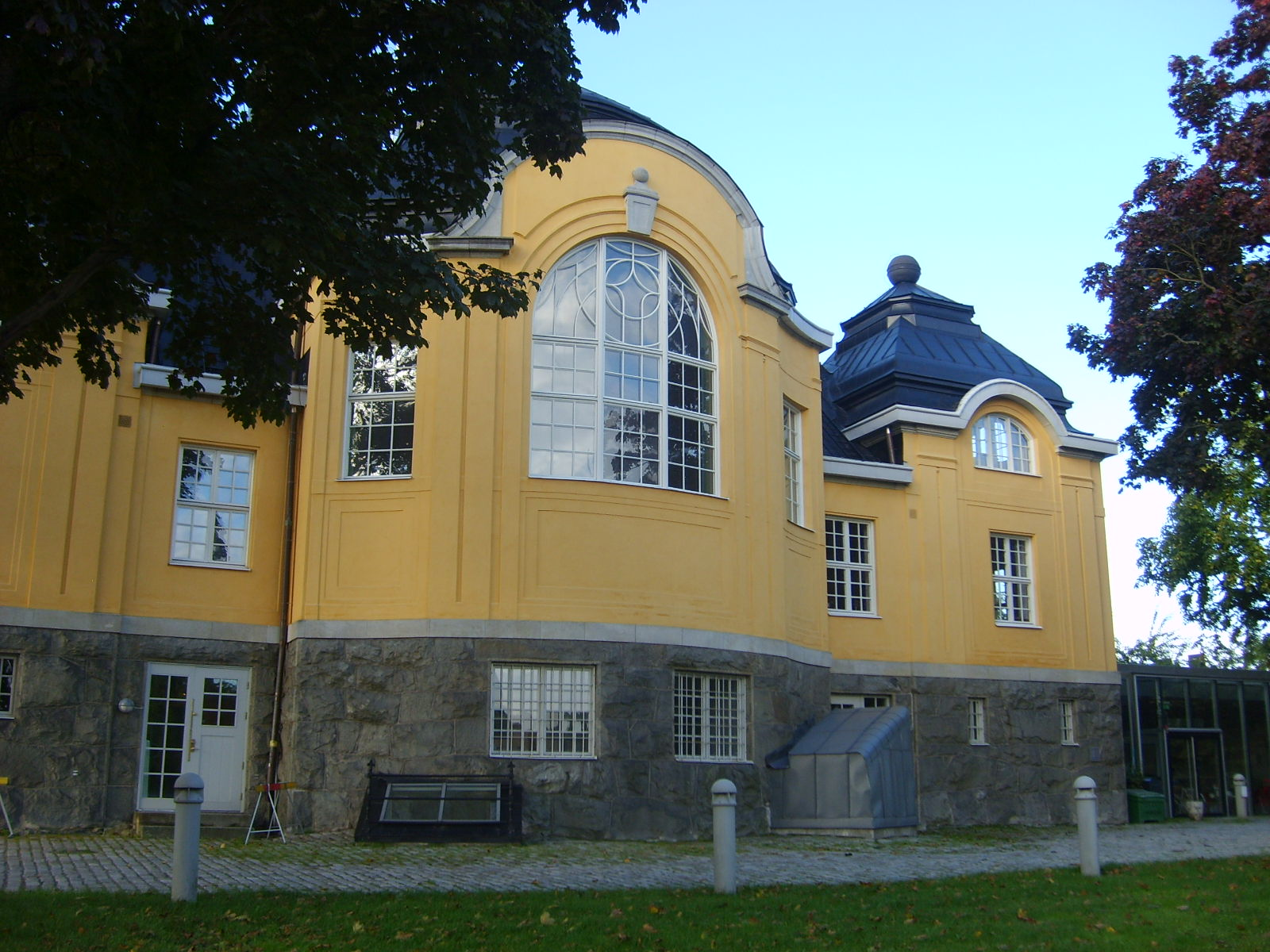
Hagströmerbiblioteket

Hagströmerbiblioteket är ett medicinhistoriskt forskningsbibliotek och bokmuseum uppkallat efter Karolinska Institutets första rektor Anders Johan Hagströmer. Biblioteket bildades 1997 under överinseende av bokexperten Ove Hagelin för att föra samman Karolinska Institutets och Svenska Läkaresällskapets äldre boksamlingar under ett tak.
Där förvaras även material från bland annat Collegium Medicum (Sveriges första organisation för läkare), Svenska Tandläkare-Sällskapet och Apotekarsocieteten. Samlingen rymmer mer än 100 000 medicinska och vetenskapliga böcker och knappt 1900 tidskrifter. Det äldsta trycket är från 1480-talet. . Bland de mest kända verken är Andreas Vesalius' De humani corporis fabrica som trycktes  1543, William Harveys De motu cordis från 1628 samt åtskilliga av Carl von Linnés publikationer i originalutgåvor.  
Hagströmerbiblioteket finns sedan sommaren 2010 i gamla Haga tingshus  i Solna. Samlingen är tillgänglig för allmänheten i särskild läsesal, och det går också att boka särskilda biblioteksvisningar.